# 884 Priamus

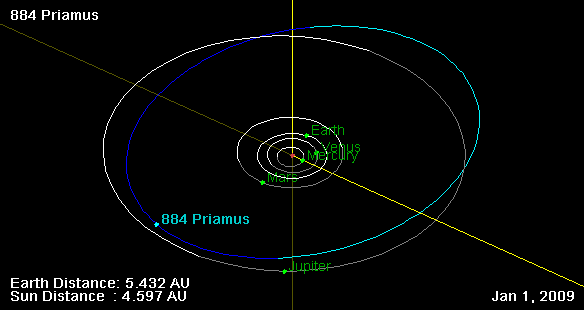
Órbita de 884 Priamus.

884 Priamus é um asteroide troiano de Júpiter. Foi descoberto em 22 de setembro de 1917 por Max Wolf.